# پلورال افیوژن
پلورال افیوژن یا تراوش جنبی (انگلیسی: Pleural effusion) که در زبان عامیانه به آن «آب آوردن ریه» هم می‌گویند، به تجمع بیش‌ازحدِ مایع در فضای جنب که دور شش‌ها را احاطه کرده، گفته می‌شود. این مایع اضافی تنفس طبیعی را مختل می‌کند، چرا که به شش‌ها اجازهٔ بازشدن نمی‌دهد. 
انواع متفاوتی از پلورال افیوژن بر حسب آنکه ماهیت مایع تجمع‌یافته چیست یا چه عاملی موجب تجمع آن شده، موجود است؛ مثل هیدروتوراکس (مایع سِـروزی)، هموتوراکس (خون)، یورینوتوراکس (ادرار)، شیلوتوراکس (کیلوس) و پیوتوراکس (چرک) که به این مورد آخر «آمپیم جنب» گفته می‌شود. 
در مقابل، نوموتوراکس به تجمع هوا در فضای جنبی گفته می‌شود که نام دیگرش «کلاپس ریوی» است.

## انواع
روش‌های متفاوتی برای طبقه‌بندی پلورال افیوژن وجود دارد:

### بر پایهٔ منبع مایع
- مایع سِـروزی
- خون
- کیلوس
- چرک
- ادرار

### بر پایهٔ پاتوفیزیولوژی
- ترانسوداتیو
- اِگزوداتیو

## معیارهای لایت برای افتراقترانسوداتیوازاِگزوداتیو
| ترانسودا در مقابل اِگزودا                     | ترانسودا در مقابل اِگزودا            | ترانسودا در مقابل اِگزودا      |
| -------------------------------------------- | ----------------------------------- | ----------------------------- |
|                                              | ترانسودا                            | اِگزودا                        |
| دلایل اصلی                                   | ↑ فشار هیدرواستاتیک، ↓ فشار اسموتیک | التهاب-افزایش نفوذپذیری عروقی |
| ظاهر                                         | شفاف                                | کدر                           |
| چگالی نسبی                                   | کمتر از ۱٫۰۱۲                       | بیشتر از ۱٫۰۲۰                |
| محتوای پروتئینی                              | کمتر از ۲٫۵ گرم بر دسی‌لیتر          | بیشتر از ۲٫۹ گرم بر دسی‌لیتر   |
| نسبت پروتئین مایع جنب/ پروتئین سرم           | < ۰٫۵                               | > ۰٫۵                         |
| SAAG = [آلبومین] سرم - [آلبومین] مایع جنب    | > ۱٫۲ گرم بر دسی‌لیتر                | < ۱٫۲ گرم بر دسی‌لیتر          |
| لاکتات دهیدروژناز مایع جنب لاکتات دهیدروژناز | < ۰٫۶ یا < ۲⁄۳                      | > ۰٫۶ یا > ۲⁄۳                |
| محتوای کلسترول                               | < ۴۵ میلی‌گرم بر دسی‌لیتر             | > ۴۵                          |
| رادیودانسیته در سی‌تی اسکن                    | ۲ تا ۱۵ واحد هاونسفیلد              | ۴ تا ۳۳ واحد هاونسفیلد        |

## نگارخانه

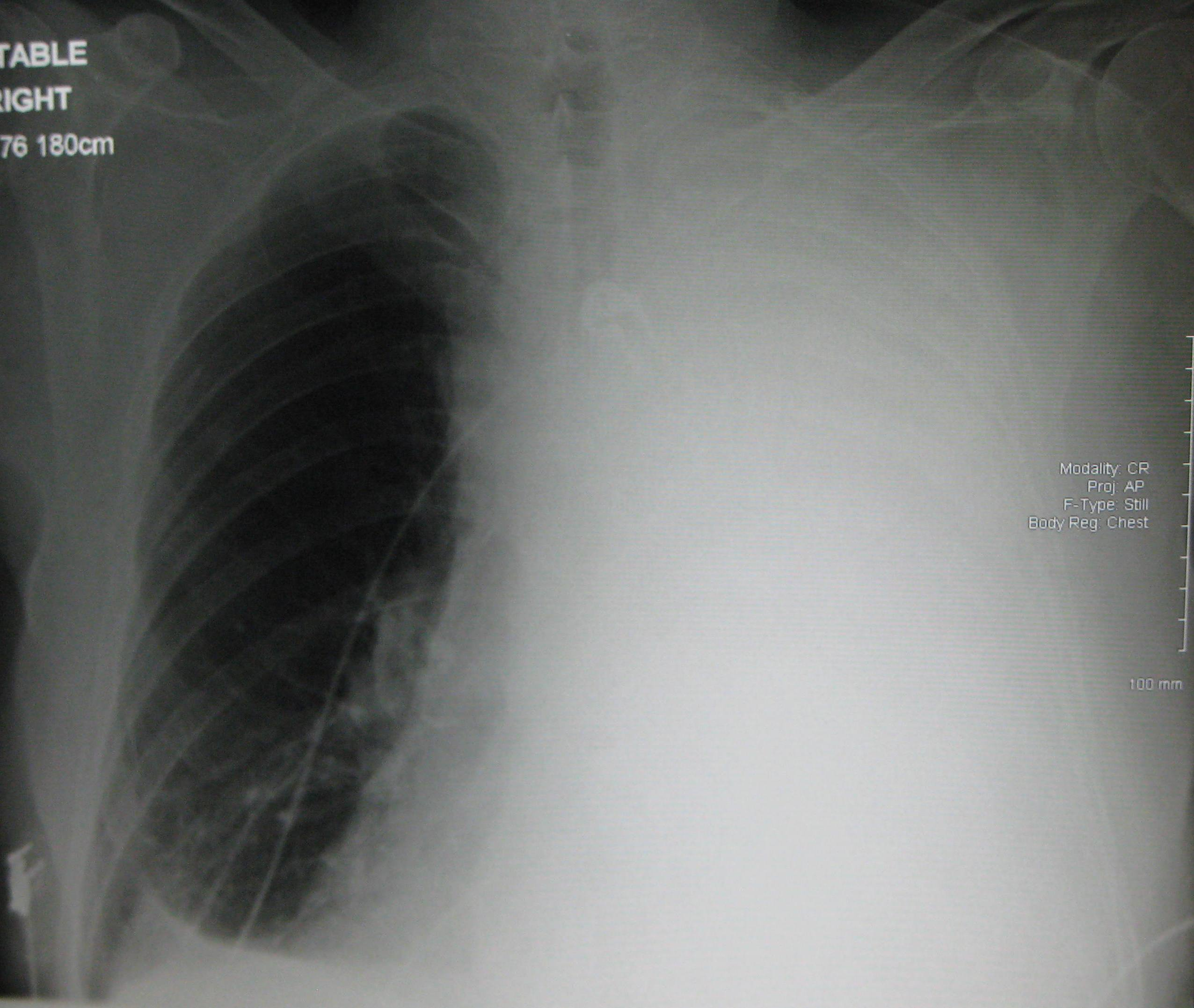
پلورال افیوژن وسیع در سمت چپ قفسهٔ سینه (بخش سفید رنگ) در بیمار مبتلا به سرطان ریه.
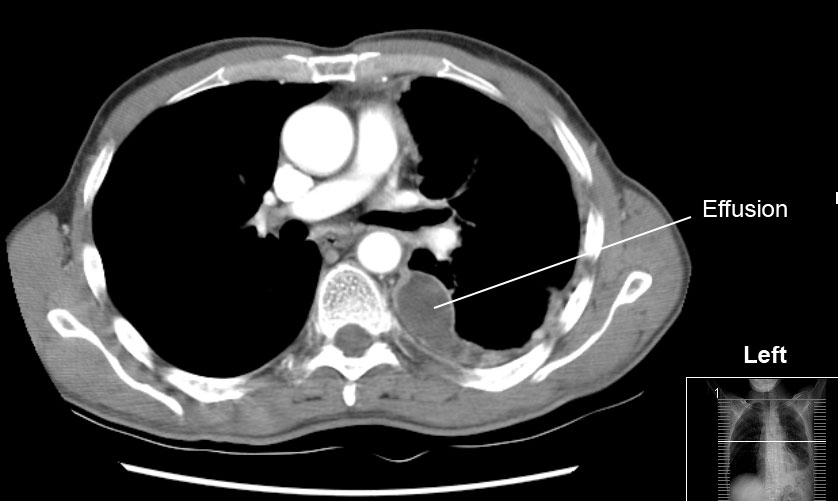
تصویر سی‌تی اسکن سینه که یک پلورال افیوژن را در سمت چپ نشان می‌دهد. مایع معمولاً به‌دلیل نیروی گرانش در پائین‌ترین فضای ممکن قرار می‌گیرد؛ در مورد این بیمار در پشت دیده می‌شود چرا که بیمار به پشت خوابیده‌است.
- نمای سونوگرافیک بازشدن دریه در منطقه‌ای که پلورال افیوژن وجود دارد.
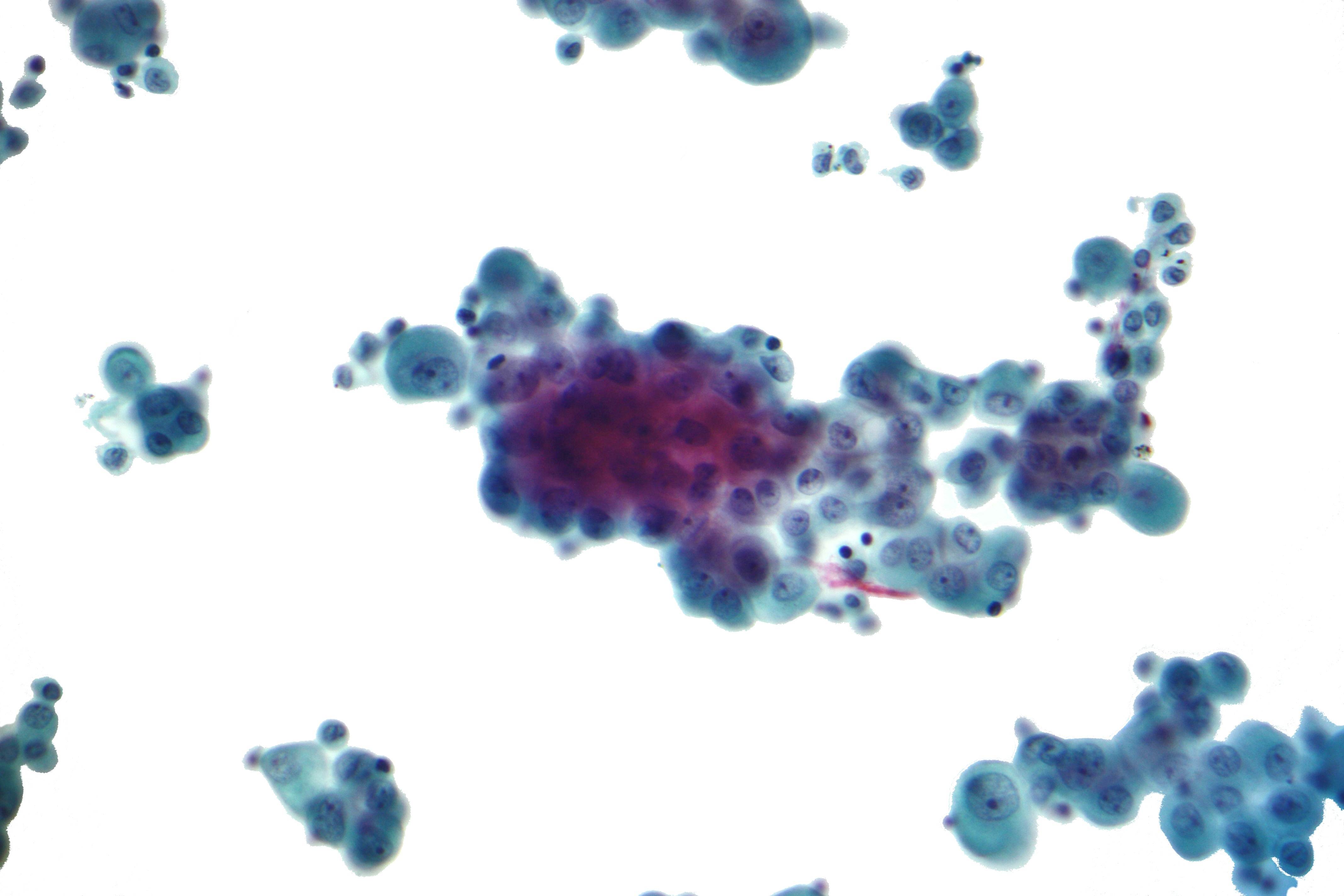
تصویر ریزنگار از یک نمونهٔ سیتوپاتولوژی پلورال افیوژن که سلول‌های بدخیم مزوتلیوما را نشان می‌دهد. مزوتلیوما یکی از دلایل پلورال افیوژن است.
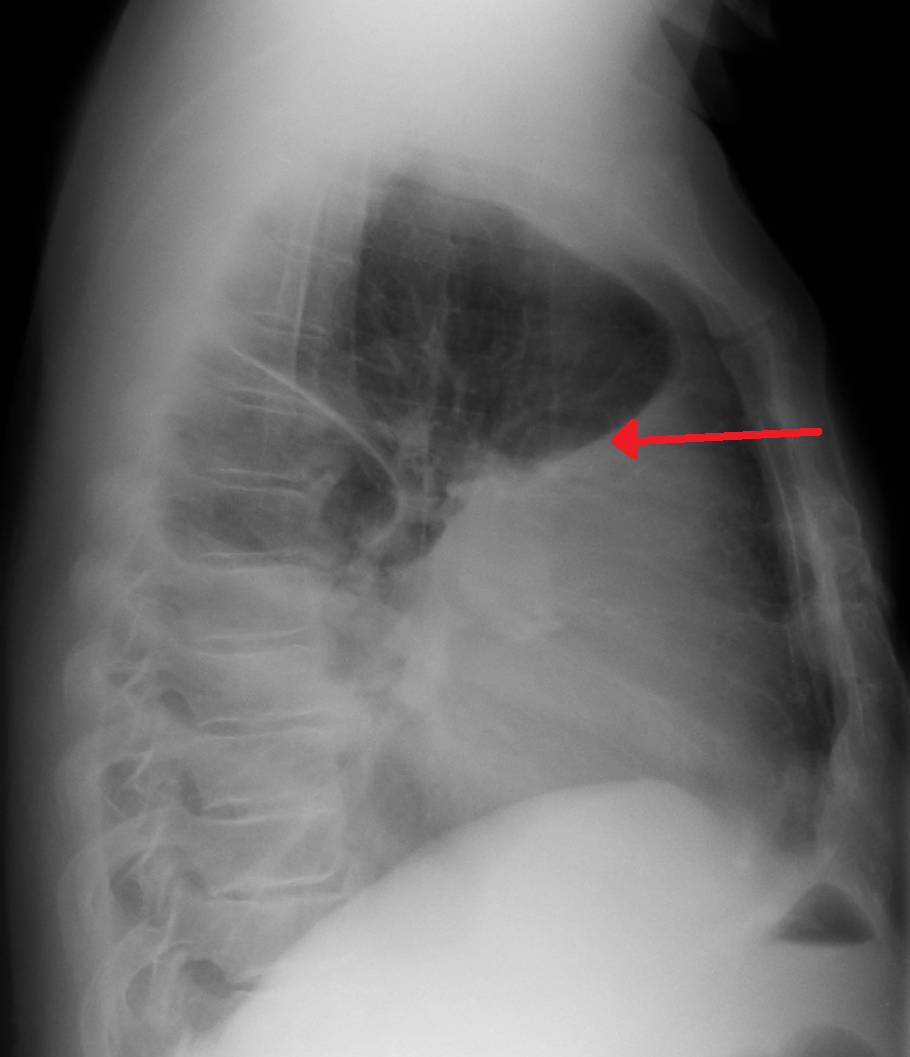
پلورال افیوژن از نمای جانبی در یک عکس رادیوگرافی قفسه سینه در بیماری که ایستاده‌است.
- پلورال افیوژن در پشت قلب.[۶]
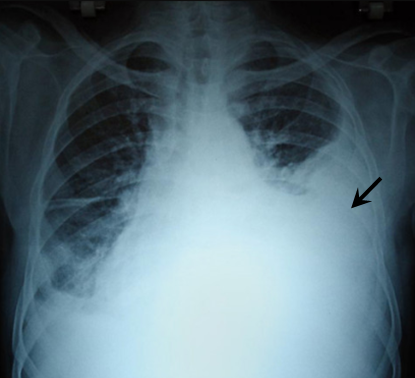
پلورال افیوژن وسیع در مردی از اهالی جنوب هندوستان که بعداً مشخص شد هموتوراکس بوده‌است.